# Национальный стадион (Дар-эс-Салам)

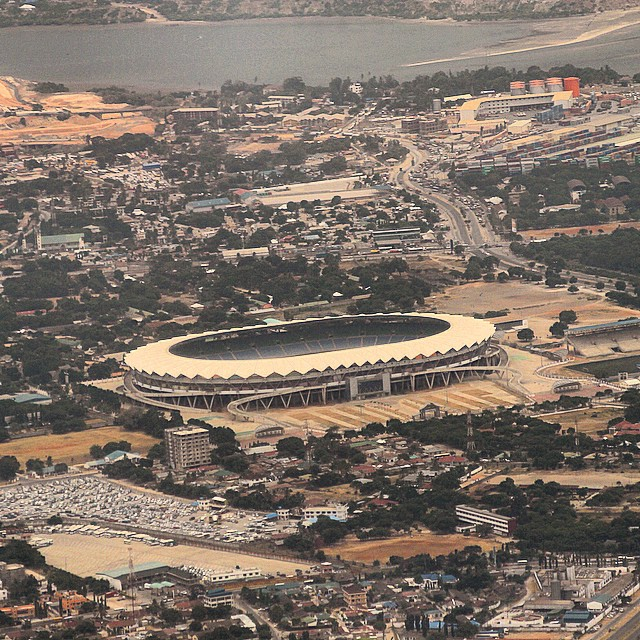

Национальный стадион имени Бенджамина Мкапы (англ. Benjamin Mkapa National Stadium) — крупнейший стадион Танзании вместимостью 60 тысяч зрителей. Построен был в 2005—2007 годах, является домашней ареной национальной сборной и клубов «Симба» и «Янг Африканс». Стадион был построен при помощи рабочих из Китая. Соответствует стандартам ФИФА. Назван в честь Бенджамина Мкапы, бывшего президента страны.